# Regione del Kazakistan Settentrionale
La regione del Kazakistan Settentrionale (in kazako Солтүстік Қазақстан облысы?, Soltústik Qazaqstan oblysy; in russo Северо-Казахстанская область?, Severo-Kazachstanskaja oblast') è una regione del Kazakistan, estesa nell'estremo nord del Paese. Confina con la Russia (Siberia sudoccidentale, oblast' di Kurgan, Tjumen' e Omsk) e con le regioni kazake di Pavlodar, Aqmola e Qostanay.

## Geografia
Il territorio regionale è attraversato dal fiume Išim, tributario dell'Irtyš; data la locazione settentrionale il clima si distacca dalle caratteristiche medie kazake per avvicinarsi, come temperatura e precipitazioni, a quello siberiano; nel capoluogo, gli inverni sono molto freddi, con medie di −18 °C, mentre le estati non superano i 20 .

Anche la vegetazione steppica è quella caratteristica della Siberia meridionale.
Il capoluogo della regione è la città di Petropavl, la Petropavlovsk Kazachskij dei tempi sovietici, che supera di poco i 200 000 abitanti; non esistono altre città di rilievo.

## Distretti
La regione è suddivisa in 13 distretti (aýdan) e una città autonoma (qalasy): Petropavl.
I distretti sono:
- Ajyrtau
- Aqqajyń
- Aqzhar
- Esil
- Ǧabit Musirepov
- Maǧžan Žūmabaev
- Mamljut
- Qyzylzhar
- Šal Aqyn
- Tajynša
- Timirâzev
- Uälihanov
- Zhambyl